# دانیل تیشیرا
دانیل تیشیرا (به پرتغالی: Daniel Lourenço Teixeira) مهاجم اهل برزیل است که در شهر بلو هوریزونته و در تاریخ ۲۰ آوریل ۱۹۶۸ به دنیا آمده‌است.
دانیل تیشیرا در تیم‌های فوتبال کروزیرو سابقهٔ حضور دارد.